# جام باشگاه‌های تهران ۱۳۳۲
جام باشگاه‌های تهران ۱۳۳۲ که با نام مسابقات قهرمانی باشگاه‌های تهران نیز شناخته می‌شد مسابقات لیگ فوتبال استان تهران در فصل ۱۳۳۲ بود. این مسابقات در دی و بهمن ۱۳۳۲ با حضور ۸ تیم به صورت دوره‌ای برگزار شد و با قهرمانی تیم نادر و نائب قهرمانی نیروی‌هوایی خاتمه یافت.

## مسابقات
بازی‌ها یا حضور ۸ تیم در دی و بهمن ۱۳۳۲ به میزبانی ورزشگاه امجدیه برگزار شد. در این سال تیم نادر برای نخستین بار موفق به کسب عنوان قهرمانی شد. نیروی هوایی نیز به رتبه دوم دست یافت. دیدار سنتی دو تیم تاج و شاهین در فصل با نتیجه مساوی ۱–۱ پایان یافت. از سایر نتایج این مسابقات می‌توان به پیروزی ۱–۰ هدف بر شاهین اشاره کرد. همچنین تیم تاج در مسابقه‌اش با تیم هدف در زمین بازی حاضر نشد و با نتیجه ۵–۰ بازنده اعلام شد.